# Crean
Crean – osada w Anglii, w Kornwalii. Leży 11 km na południowy zachód od miasta Penzance i 421 km na zachód od Londynu.